# 哈日根图庙
哈日根图庙，汉名吉祥大乘寺，位于内蒙古自治区鄂尔多斯市鄂托克前旗昂素镇哈日根图嘎查，是一座藏传佛教格鲁派寺院。

## 简介
哈日根图庙位于昂素镇哈日根图嘎查。始建于清朝顺治十年（1653年），由五世达赖阿旺罗桑嘉措选址，信众合力修建。昂素镇除了哈日根图庙之外，还有阿拉格苏勒德、阿日赖庙、包日陶勒盖敖包、72个敖包等古迹和文化景点，以及马良诚、顾寿山革命烈士纪念碑。
2010年以来，鄂托克前旗民族宗教事务局筹资380万元人民币，新建和修缮了哈日根图庙大雄宝殿以及8座佛塔，协助完成了建寺360周年庆典暨重建开光仪式。这是该寺历史上第五次大规模修缮。2014年5月28日至31日（农历甲午年五月初一至初三），哈日根图庙举行建寺360周年庆典暨大雄宝殿、佛塔重建开光仪式。约一千多名信教群众参加仪式，其中多数是周围牧民。此次修缮后，该庙占地面积2668平方米，共有25名喇嘛，常住喇嘛8名。